# 新陰流
新陰流（しんかげりゅう）は、上泉信綱により1560年代に成立した剣術の流派。上泉信綱は新陰流とも新影流とも書いている。

## 来歴
念流、香取神道流、陰流の3つ(兵法三大源流)をはじめとする諸流派を参考とし、その中でも特に陰流を発展させたものとして新陰流と名づけられた。

## 上泉信綱の弟子以降の流派
上泉信綱は、新陰流を伝授するために全国各地を巡っており、多数の弟子がいた。疋田景兼、神後宗治、奥山公重、丸目長恵の四天王を筆頭に、新陰流を継承した柳生宗厳、他に松田清栄、野中成常、駒川国吉などが有名。また、胤栄とも交流があった。

### 柳生新陰流
柳生宗厳が伝えた新陰流は一般には柳生新陰流と呼ばれることが多い。しかし、これはあくまでも俗称で、正式な流儀名は新陰流である。上泉信綱からの流儀名「新陰流兵法」をそのまま伝えている。
のちに徳川将軍家御流儀となった江戸柳生では、柳生宗矩が関ヶ原合戦前に土佐長宗我部氏監視のために阿波(徳島)に派遣した木村郷右衛門尉義邦によって伝えられたものが現存しており「柳生神影流」と称し、現在でも明治３８年に設立された久武館道場で剣術、棒術や武道神事と共に当時のまま伝承されている。またその動きは空手四大流派である「和道流空手道」に取り入れられている。

### 疋田陰流
疋田景兼の弟子（または孫弟子）の山田浮月斎の流派。または疋田景兼が伝えた新陰流の俗称。疋田景兼自身やその直弟子のほとんどは流儀名を新陰流のまま伝えていた。熊本藩では明治まで疋田景兼系の新陰流が「新陰流」と呼ばれ、柳生家系の新陰流は「柳生流」と呼ばれていた。また、疋田景兼系統の新陰流は岡山藩や鳥取藩では新陰流、水戸藩では真陰流、岩国藩では愛洲神陰流、柳川藩では疋田文五郎流などと名乗っていた。槍術流派として、景兼の弟子、猪多伊折佐が創始した新陰疋田流がある。

### タイ捨流
丸目長恵が新陰流に工夫を加え開いた流派。丸目長恵は将軍足利義輝の前での演武で秀綱の打太刀を勤め、永禄10年（1567年）に秀綱より上泉伊勢守信綱の名で印可状を受けている。

### 神後流
神後宗治の系統の新陰流。

### 神影流
奥山公重の系統の新陰流。「奥山流」とも呼ばれるが、公重は新陰流を学ぶ前から一流派を立ち上げていた兵法家であるため、「奥山流」は必ずしも新陰流を含めてはいない。弟子の小笠原長治の「真新陰流」を経て、神谷直光（傳心斎。晩年の自称では紙屋とも）の「直心流」、高橋重治（弾正左衛門）の「直心正統流」、山田光徳（平左衛門）の「直心影流」、針ヶ谷夕雲の「無住心剣流」、「雲弘流」などの多くの流派が派生した。

### 新影幕屋流
松田清栄の系統の新陰流。

### 駒川改心流
駒川国吉が新陰流に工夫を加え開いた流派。

## 系譜
新陰流には多くの分派があるが、例として一部の系譜を以下に示す。
- 上泉伊勢守秀綱
  - 疋田豊五郎景兼（疋田新陰流）
  - 神後伊豆守宗治（神後新陰流）
  - 土屋将監（心陰流）
  - 柳生石舟斎宗厳（柳生新陰流）
  - 宝蔵院覚禅房胤栄
  - 松田織部之助清栄（松田新陰流）
  - 羽賀井浅右衛門義久一心斎（羽賀井流）
  - 丸目蔵人佐長恵（タイ捨流）
  - 奥山休賀斎公重（神影流、奥山流）
  - 坂田治太夫安季
  - 鈴木伊賀守意伯
  - 野中新蔵成常（新神陰一円流）
  - 狭川甲斐守助貞（狭川新陰流）
  - 駒川太郎左衛門尉国吉（駒川改心流）
  - 上泉常陸介秀胤
  - 上泉主水正憲元
  - 香坂要

## 脚註
1. ↑  永禄九年五月吉日上泉秀綱改め信綱が柳生但馬守宗厳に相伝されたる影目録第一燕飛の巻。
2. ↑  柳生氏の『影目録』による。"上古、流有り。中古、念流、新当流、また陰流有り。其の外は計るにたえず。予は諸流の奥源を極め、陰流において別に奇妙を抽出して新陰流を号す。"